# Куп пет нација 1956.
Куп пет нација 1956. (службени назив: 1956 Five Nations Championship) је било 62. издање овог најелитнијег репрезентативног рагби такмичења Старог континента. а 27. издање Купа пет нација.
Победник такмичења био је Велс.

## Такмичење
Шкотска - Француска 12-0
Енглеска - Велс 3-8
Француска - Ирска 14-8
Велс - Шкотска 9-3
Енглеска - Ирска 20-0
Ирска - Шкотска 14-10
Ирска - Велс 11-3
Шкотска - Енглеска 6-11
Велс - Француска 5-3
Француска - Енглеска 14-9

## Табела
|   | Селекција                      | ИГ | Д | Н | И | ПД | ПП | ПР  | Б |  |
| - | ------------------------------ | -- | - | - | - | -- | -- | --- | - |  |
| 1 | Рагби репрезентација Велса     | 4  | 3 | 0 | 1 | 25 | 20 | +5  | 6 |  |
| 2 | Рагби репрезентација Енглеске  | 4  | 2 | 0 | 2 | 43 | 28 | +15 | 4 |  |
| 3 | Рагби репрезентација Француске | 4  | 2 | 0 | 2 | 31 | 34 | -3  | 4 |  |
| 4 | Рагби репрезентација Ирске     | 4  | 2 | 0 | 2 | 33 | 47 | -14 | 4 |  |
| 5 | Рагби репрезентација Шкотске   | 4  | 1 | 0 | 3 | 31 | 34 | -3  | 2 |  |